# August Kiß

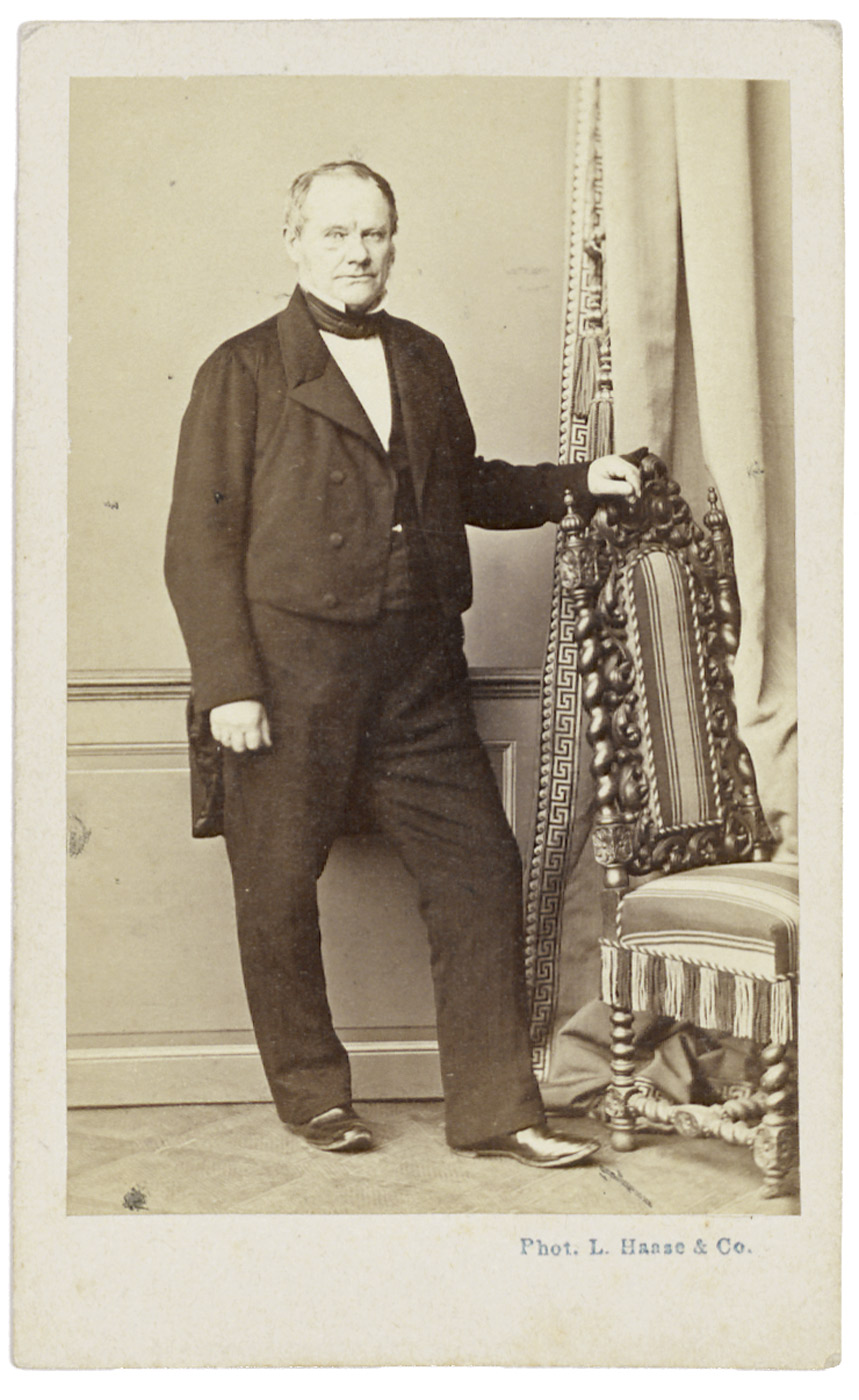
August Kiß

August Karl Eduard Kiß, auch Kiss (* 11. Oktober 1802 in Paprotzan bei Kattowitz; † 24. März 1865 in Berlin), war ein preußischer Bildhauer der Berliner Schule. Er schuf unter anderem die Amazone zu Pferde am Alten Museum, den Heiligen Georg im Nikolaiviertel und das Viktorienrelief an der Neuen Wache in Berlin sowie das Christusrelief an der Nikolaikirche in Potsdam.

## Leben

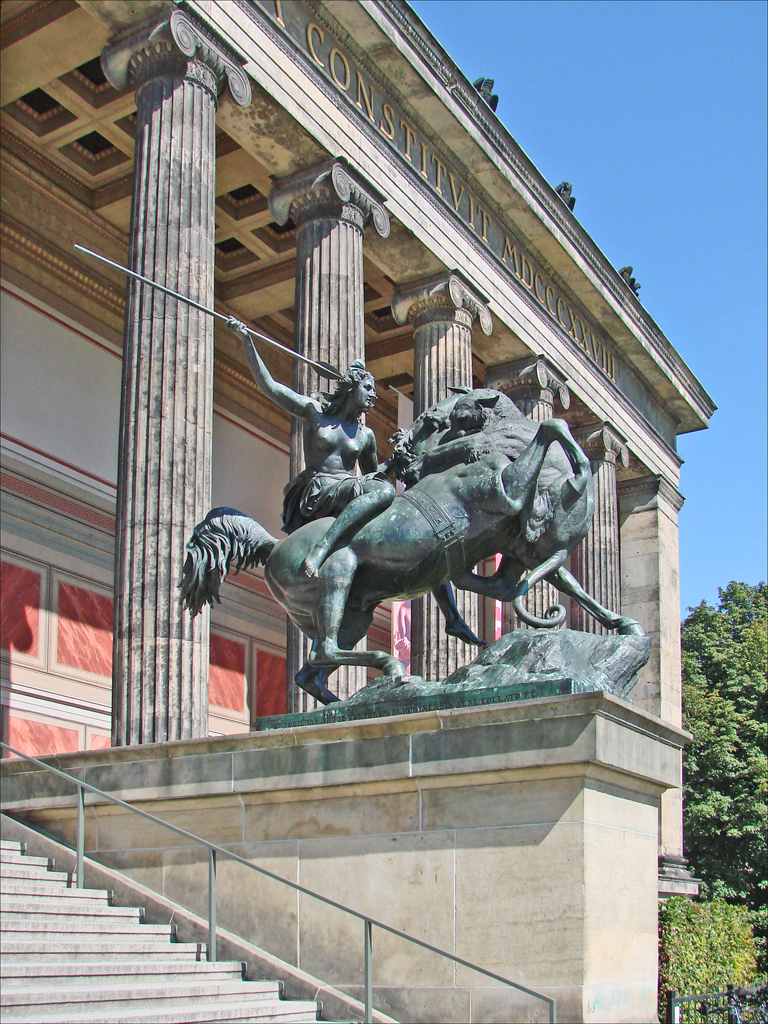
Amazone zu Pferde am Alten Museum, Berlin

Kiß wuchs im Umfeld der Paprotzaner Eisenhütte in Tichau auf, wo sein Vater als Verwalter tätig war. Im Jahr 1822 ging Kiß nach Berlin, um die Bildhauerkunst zu erlernen. Seine Ausbildungsstätten waren die Preußische Akademie der Künste und das Atelier Christian Rauchs. Als Schüler führte er unter anderem nach Karl Schinkels Kompositionen das Relief für das Giebelfeld an der Nikolaikirche in Potsdam aus.
Bekannt wurde Kiß 1839 durch die Modellierung einer mit einem Panther kämpfenden Amazone. Er führte sie 1842 für König Ludwig I. in Marmor aus, wenig später wurde sie von Christoph Heinrich Fischer im Königlichen Gießhaus in Bronze gegossen und vor dem Alten Museum in Berlin aufgestellt. Die höchste menschliche Kraftäußerung der brutalen Gewalt des Angriffs eines wilden Tiers gegenüber hat der Künstler in ergreifender Weise zur Anschauung gebracht.
In Breslau wurde 1847 die von Kiß modellierte und von Klagemann in Bronze ausgeführte Reiterstatue Friedrichs des Großen enthüllt. Den König Friedrich Wilhelm III. bildete Kiß dreimal in Bronze, einmal für Potsdam zu Fuß in Generalsuniform mit Mantel und unbedecktem Haupte, dann zu Pferd mit dem Lorbeerkranz für Königsberg (1851), wobei sechs weibliche allegorische Figuren das Postament des Denkmals an den Ecken zierten, während die Felder mit Reliefs aus der preußischen Geschichte geschmückt waren. Eine weitere Ausführung mit Zweispitz für Breslau entstand 1861.
Ferner schuf Kiß einen Erzengel Michael, wie er den Drachen besiegt, in Bronze; ein Geschenk König Friedrich Wilhelms IV. zur Ausstattung von Schloss Babelsberg, dem Potsdamer Sitz seines Bruders Wilhelm zur Erinnerung an dessen Oberkommando bei der Niederschlagung des Aufstands in Baden im Jahr 1849, eine kolossale Reiterstatue des Heiligen Georg als Drachentöter in Bronze für den großen Schlosshof des Berliner Schlosses, die jetzt an der Spree im Nikolaiviertel steht, ein Standbild Christian Beuths vor der Berliner Bauakademie sowie die Bronzefiguren für den Wilhelmplatz in Berlin, welche sechs ältere Marmorstatuen ersetzten. Vier derselben, James Keith, Hans von Zieten, Friedrich von Seydlitz und der Alte Dessauer, blieben unverändert; Hans von Winterfeldt und Kurt von Schwerin modellierte Kiß neu. Der Wilhelmplatz ist heute Teil der Wilhelmstraße oder mit Nachkriegsbauten der ehemaligen DDR überbaut. Alle sechs Statuen sind inzwischen dem Lapidarium entrückt und stehen seit 2009  nach ihrer durch die Schadow-Gesellschaft initiierten und mitfinanzieren Restaurierung auf dem neu gestalteten Zietenplatz.
Das einzige größere Werk in Marmor, das Kiß vollendete, ist ein Grabmonument für die Gräfin Laura Henckel von Donnersmarck, das sich an Christian Rauchs Denkmal der Königin Luise von Mecklenburg-Strelitz anlehnt.
1863 wurde er als assoziiertes Mitglied in die Königliche Akademie von Belgien aufgenommen.
August Kiß starb überraschend infolge eines Nervenschlags am 24. März 1865 in Berlin. Sein Grab auf dem dortigen Alten St.-Matthäus-Kirchhof ist seit 1958 als Ehrengrab der Stadt Berlin gewidmet. In Tychy, wo er aufwuchs, erinnert seit 2003 unweit des Paprotzaner Sees ein Obelisk an den Sohn der Stadt.

## Werke (Auswahl)

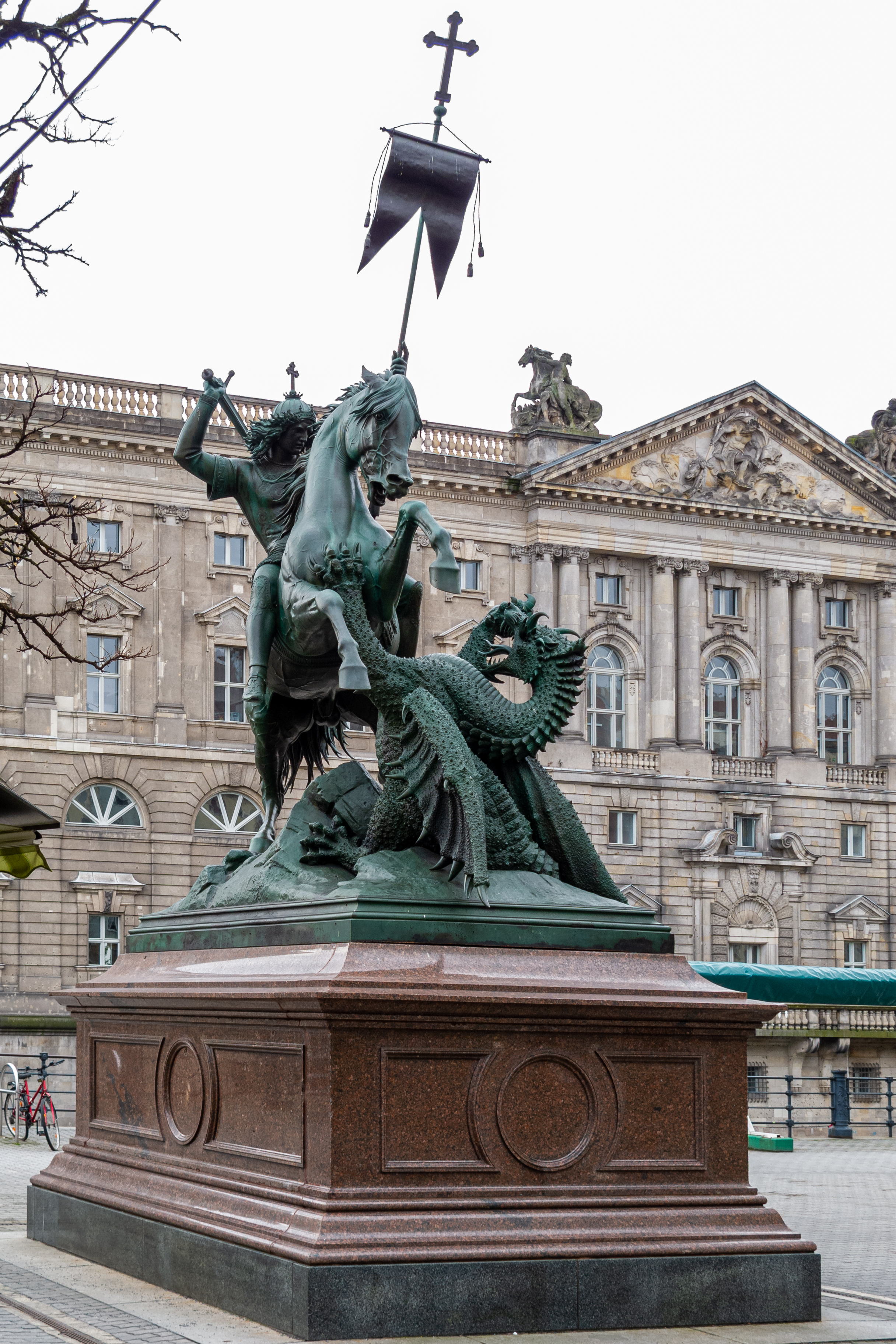
Heiliger Georg im Nikolaiviertel, Berlin

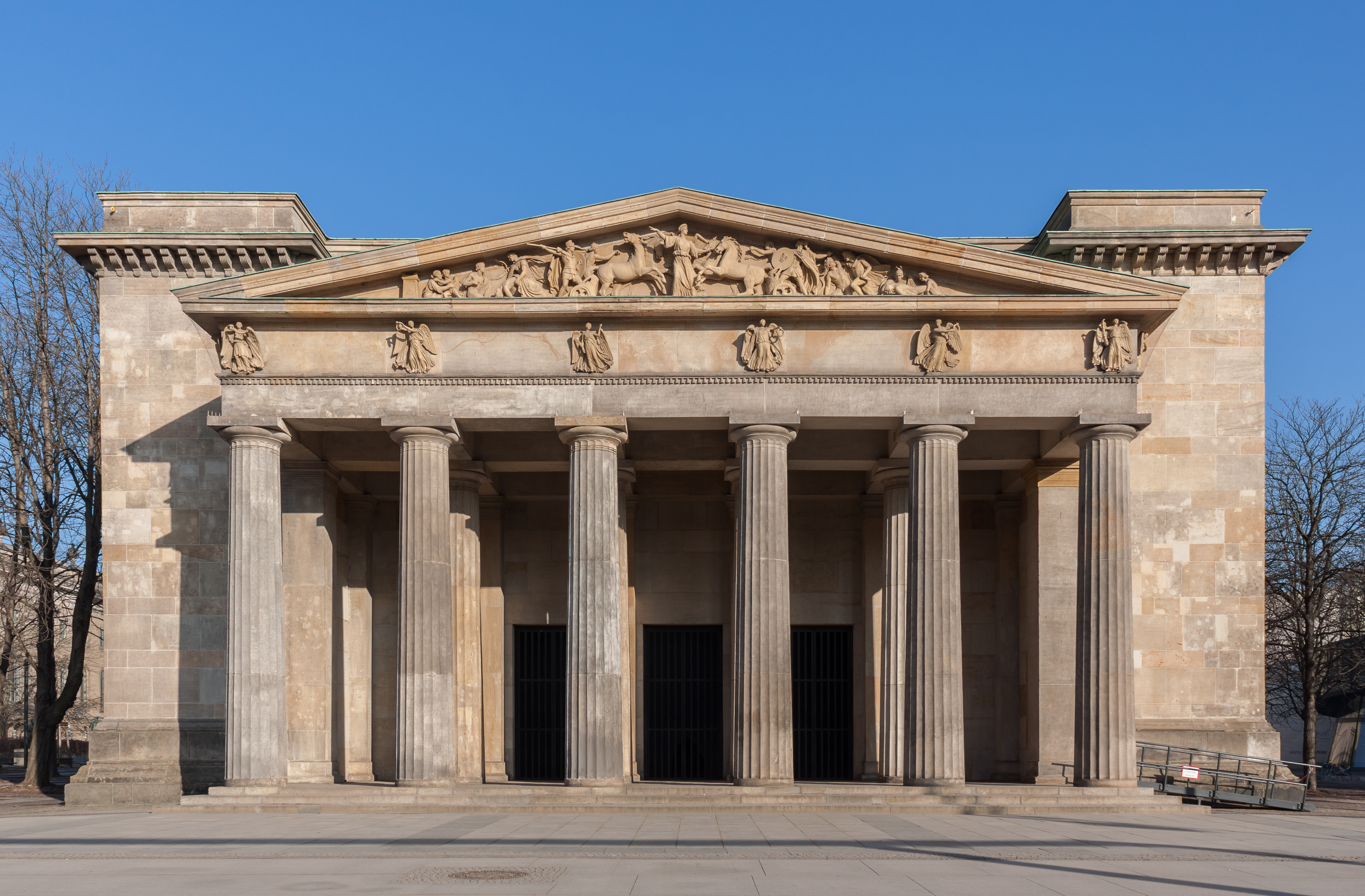
Viktorienrelief an der Neuen Wache, Berlin

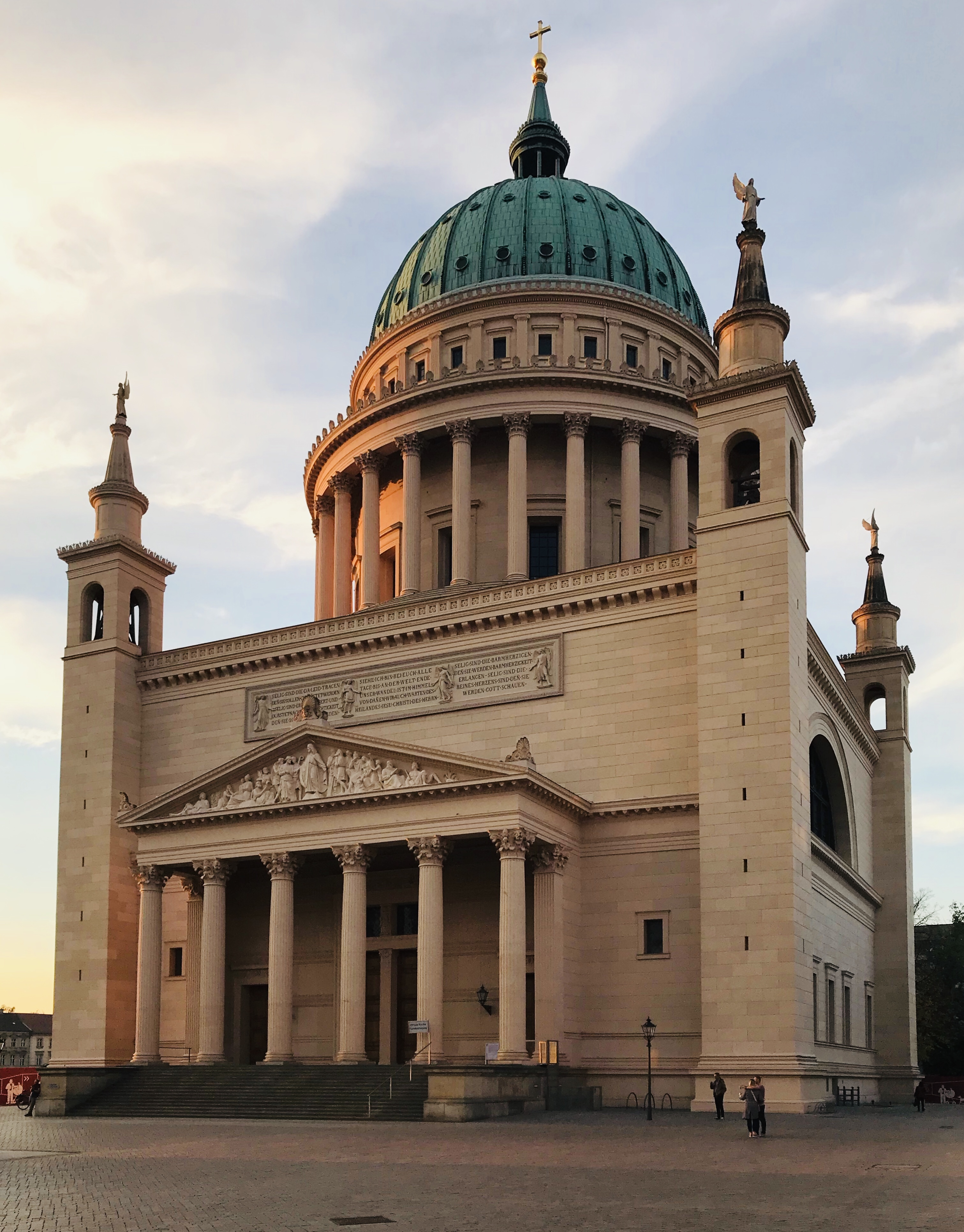
Christusrelief an der Nikolaikirche, Potsdam

| 1837–1841    | Amazone zu Pferde vor dem Alten Museum, Berlin, erhalten (1865 Marmorausführung für das Königliche Museum der Schönen Künste in Antwerpen.) |
| 1830–1850    | Christusrelief und plastischer Schmuck der Hauptfassade der Nikolaikirche zusammen mit Ludwig Wichmann, Potsdam, Rekonstruktion |
| 1836–1837    | Zinkgussreliefs am Altar in der Nikolaikirche (nach dem Entwurf von Schinkel), Potsdam |
| 1837         | Bronzeskulptur Amazonengruppe - Kämpfende Amazone, Schloss Naundorf, Skulptur seit 1985 verschollen. |
| 1841         | Reiterstandbild Friedrichs des Großen, Großer Ring, Breslau, nach 1945 zerstört |
| nach 1841    | Grabmal Karl Friedrich Schinkel, Friedhof der Dorotheenstädtischen und Friedrichswerderschen Gemeinden, Berlin, erhalten |
| nach 1845    | Grabstele für Ludwig Persius (nach einem Entwurf von Friedrich August Stüler), Bornstedter Friedhof, Potsdam, erhalten |
| um 1850–1852 | Preußen-Denkmal in Karlsruhe (nur die Figur des Erzengels Michael, Architektur von Friedrich Eisenlohr), 1953 entfernt |
| 1851         | Standbild König Friedrich Wilhelms III., Wilhelmplatz, Potsdam, nach 1945 zerstört |
| 1851         | Reiterstandbild König Friedrich Wilhelms III. in Königsberg, nach 1945 zerstört |
| 1851–1856    | Statue des Erzengels Michael, St. Michaels-Kirche, Berlin, erhalten |
| um 1856      | vergoldete Statue des Erzengels Michael, Große Kuppel des Schweriner Schlosses, erhalten |
| 1854–1861    | Standbild Christian Peter Wilhelm Beuths, Platz vor der Bauakademie, Berlin |
| 1854–1855    | Skulpturen im Garten der Villa Lützow sowie Hirschstatue am Parkhotel Richmond in Karlsbad (Karlovy Vary) |
| 1855         | Statue des Heiligen Georg als Drachentöter, ehemals im Großen Schlosshof des Berliner Stadtschlosses, nach Restaurierung 1950 im Volkspark Friedrichshain aufgestellt, seit 1987 im Nikolaiviertel |
| nach 1857    | Portraitmedaillon Christian Daniel Rauchs an seinem Grabmal auf dem Friedhof der Dorotheenstädtischen und Friedrichswerderschen Gemeinden, Berlin |
| 1858         | Standbild des Fürsten Leopold III. Friedrich Franz von Anhalt-Dessau (1740–1817), das am 20. Oktober 1858 auf dem Dessauer Neumarkt enthüllt wurde. Es wurde in Lauchhammer gegossen. Initiatoren des Denkmals waren Mitglieder eines Dessauer Komitees unter der Führung von Adolf von Heydeck, dem illegitimen Neffen des Fürsten, erhalten |
| 1861         | Reiterstandbild König Friedrich Wilhelms III., Großer Ring, Breslau, nach 1945 zerstört |
| 1862         | Zinkgussrelief Die Kunst unterweist Industrie und Kunstgewerbe im Tympanon des Westgiebels des Neuen Museums, Berlin |
|              | Greifen am Johannitertor von Schloss Glienicke, Berlin, erhalten |
|              | Grabdenkmal für Laura von Donnersmarck im Mausoleum in Wolfsberg/Kärnten |
| 1865–1869    | Glaube, Liebe, Hoffnung (vollendet durch Gustav Blaeser), Nationalgalerie Berlin, als Dauerleihgabe im Berliner Dom, Hohenzollerngruft |